# ANZAC-klassen
Anzac-klassen (også benævnt MEKO 200 ANZ) er en skibsklasse på ti fregatter, otte australske og to newzealandske. I løbet af 1980'erne begyndte Royal Australian Navy (RAN) at planlægge erstatningen af River-klasse destroyerne med en mellemstor fregat og besluttede at benytte et gennemprøvet udenlandsk koncept, MEKO, tilpasset australske og newzealandske behov. På samme tid søgte Royal New Zealand Navy (RNZN) at erstatte deres aldrende Leander-klasse med en ny klasse der skulle være i stand til at operere langt fra newzealandske farvande. Dan New Zealand oprettede en kernevåbenfri zone omkring øriget resulterede det i et anstrengt forhold til USA samt et sammenbrud i ANZUS-pagten. Dette betød New Zealand søgte at øge samarbejdet på forsvarsområdet med Australien. Begge lande ønskede orlogsskibe med nogenlunde samme kapaciteter og i 1987 blev det besluttet at samarbejde om anskaffelsen af skibene. Projektet blev navngivet efter det Australsk-Newzealandske armékorps fra 1. verdenskrig, ANZAC.
Tolv forskellige skibsdesigns (inklusiv et luftskib) deltog i konkurrencen om det endelige design i 1986. I 1989 faldt det endelige valg på det tyske selskab Blohm + Voss og deres MEKO 200 design, skibene skulle bygges på licens i Australien af AMECON i Williamstown, Victoria. Fregatternes modulære opbygning betød at dele af skibene kunne bygges i Whangarei, New Zealand og Newcastle, New South Wales. RAN bestilte otte skibe mens RNZN bestilte to samt en option på yderligere to. Anskaffelsen af fregatterne var dog et kontroversielt emne i New Zealand og optionen på de to skibe blev ikke taget op.
I 1992 fandt køllægningen på de første skibe sted, de var 3.600 tons og skulle være i stand til at have en topfart på 27 knob, de ville være i stand til at sejle 6.000 sømil ved 18 knob. Bevæbningen bestod oprindeligt af en enkelt 5 tommer kanon samt nærforsvarsmissiler og en missilbevæbnet helikopter. Derudover var skibene klargjort (men ikke udrustet) til et torpedosystem, sømålsmissiler og en CIWS. Det sidste skib i klassen hejste kommando i 2006 og på dette tidspunkt var RAN og RNZN allerede gået i gang med omfattende nationale opgraderingsprogrammer.
Efter skibene indgik i operativ tjeneste har ANZAC-klassen deltaget i adskillige operationer udenfor nationalt farvand, inklusiv INTERFET-operationen i Østtimor samt flere udsendelser til den persiske bugt. Alle skibe var i 1. kvartal 2012 i aktiv tjeneste og RAN forventer at begynde at erstatte deres skibe i 2024, mens RNZN's skibe skal forblive i tjeneste frem til 2030.

## Planlægning og udvikling
ANZAC-klassen udsprang fra RAN's "New Surface Combatant"-projekt, som blev startet i 1980'erne som en planlagt erstatning for flådens seks destroyere af River-klassen. I 1985 havde projekteledelsen seks forskellige designs fra 1.200 til 5.000 tons deplacement under overvejelse. Projektets primære parametre fokuserede på havarikontrol, overlevelsesevne samt missilforsvar, og her benyttede man de erfaringer Royal Navy havde gjort sig under Falklandskrigen. Man lagde sig til sidst fast på en skibsstørrelse på omkring de 3.600 tons. På dette tidspunkt mente man fra australsk side at landets egen skibsbygningsindustri ikke ville være i stand til at udvikle et orlogsskib på denne størrelse fra bunden, så det blev besluttet at indkøbe et fungerende udenlandsk design og udruste det med australske systemer. I starten af 1986 klassificeredes projektet som værende i den midterste af tre kategorier; en patruljefregat til lav- og mellemintensive operationer i Australiens eksklusive økonomiske zone.
Omtrent på samme tid overvejede man i New Zealands flåde at erstatte sine utidssvarende fregatter af Leander-klassen. Regeringen ønskede en styrke på omkring tre eller fire skibe der kunne operere langt fra hjemmeøerne, men prisen for anskaffelsen og vedligeholdelsen af disse skibe var en betydelig begrænsende faktor. Alternative forslag til indkøbet af skibene var at omdanne flåden til en decideret kystvagt med små inspektionsskibe, kun med ansvar for fiskeriinspektion og suverænitetshævdelse eller et andet forslag der gik ud på at skabe en flåde af undervandsbåde, disse ville dog betyde en væsentlig forringelse af de kapaciteter man samtidig ønskede. I samme periode implementerede regeringen i New Zealand en kernevåbenfri zone som betød en forringelse af forholdet til USA, hvorefter amerikanerne suspenderede ANZUS-traktaten. Som et resultat af denne suspendering søgte regeringen i New Zealand at forbedre forholdet til sin nabo Australien; en oplagt måde at gøre dette på var at øge det militære samarbejde mellem landene ved at standardisere udstyr og procedurer hvor muligt. Det australske NSC-projekt blev anset til at være stort set identisk med RNZN's behov for erstatningen af Leander-klassen.
Den 6. marts 1987, underskrev de to lande et memorandum og repræsentanter fra RNZN blev inviteret til at deltage i projektet. For at tydeliggøre New Zealands deltagelse i projektet blev det omdøbt til ANZAC-projektet, der tog sit navn fra det fælles Australian and New Zealand Army Corps under 1. verdenskrig. New Zealands engagement i projektet betød desuden at man fik indflydelse på designet samt en forpligtelse på at visse dele af skibene ville kunne blive bygget af newzealandsk industri, og da man nåede til et skæringspunkt havde man tre muligheder, fortsætte samarbejdet med Australien, bestille skibene selv fra designeren eller droppe projektet.
Grundlæggende skulle skibene være i stand til at nå hastigheder på over 27 knob, have en rækkevidde på 6.000 sømil ved 18 knob, være udrustet med både dieselmotorer og gasturbiner, kunne operere i Sea State 5 samt kunne understøtte en mellemstore helikoptere såsom Seahawk. Skibene skulle udrustes med enten en 76 mm eller el 127 mm kanon, otte RIM-7 Sea Sparrow samt være klargjort til at kunne udrustes med et torpedosystem, sømålsmissiler samt et CIWS. Projektet blev sat i udbud i slutningen af 1986 og der blev tilbudt 19 forskellige designs, blandt andet det nederlandske Karel Doorman-design, det tyske MEKO 200, Maestrale-klassen (Italien), det franske F2000 design, den canadiske Halifax-klasse, en moderne version af den britiske Leander-klasse, den tyske Bremen-klasse, den norske Nordkapp-klasse, den britiske Type 23 fregat, den sydkoreanske Ulsan-klasse samt et luftskib der blev foreslået af Airship Industries. I august 1987, vedtog man et udgiftsloft på 3,5 milliarder australske dollar (1986 niveau), og et antal indkomne forslag blev i september sorteret fra, således at konkurrencen nu stod mellem Blohm + Voss's MEKO design, Royal Schelde's Karel Doorman-klasse samt en nedskaleret version af den britiske Type 23-klasse fra Yarrow Shipbuilders. Type 23 designet blev sorteret fra i november 1987, mens de to tilbageværende gik ind i en udviklingsfase hvor designbureauerne gik sammen med australske værfter, Blohm + Voss med AMECON, og Royal Schelde med Australian Warship Systems for at færdiggøre forslagene til fregatterne.
Den 14. august 1989, bekendtgjorde den australske regering at AMECON havde vundet konkurrencen om konstruktionen af ANZAC-klassen baseret på Blohm + Voss' modificerede MEKO 200 design. Selvom designet af både MEKO 200 og Karel Doorman opfyldte de opstillede krav til designet valgte man MEKO designet da man kunne bygge flere skibe for den samme budgetterede pris. Kontrakten på fem milliarder australske dollar var på tidspunktet den største enkeltstående militære investering i Australien. Beslutningen blev taget på trods af en vedvarende debat i New Zealand om projektet. New Zealand bandt sig principielt til købet af to fregatter samt en option på yderligere to den syvende september. Kontrakten for de to første skibe blev indgået den 10. november 1989.
I 1992 øskede man at erstatte de tre destroyere af Perth-klassen samt fire af de seks fregatter af Adelaide-klassen med moderne luftforsvarsskibe. Det oprindelige forslag, at bygge yderligere seks ANZAC-fregatter udstyret til luftforsvar, men det viste sig ikke at være holdbart da designet var for småt til at kunne udstyres med det nødvendige udstyr. I stedet valgte flåden at opgradere Adelaide-klassen fra 1999 for at dækket det tomrum der ville komme når Perth-klassen blev udfaset i perioden 1999-2001. På længere sigt skal Hobart-klassen erstatte Adelaide-klassen som flådens primære luftforsvarsenhed.

### Kontroversen i New Zealand
Fra midten af 1980'erne og frem var anskaffelsen af ANZAC-klassen en stor del af den politiske debat. Historikeren Peter Greener udtaler at det "var måske den mest omdiskuterede forsvarsanskaffelse i det 20. århundrede". I tidens New Zealand var ordet fregat tabu og i forsøget på at gøre indkøbet mere spiseligt for befolkningen og oppositionen benyttede man andre betegnelser såsom "maritimt kampskib" eller "maritimt overvågningsskib". Regeringens officielle standpunkt var ønsket om opretholdelsen af en flåde der var i stand til at operere på de åbne have, primært for at kunne forsvare nationen og bidrage til den regionale sikkerhed. På trods af dette var regeringen langsom til at reagere på modstanderne af projektet offentlige udtalelser; pacifister, politikere fra begge sider af det politiske spektrum, politikere i regeringspartierne samt militæret. Størstedelen af bekymringerne gik på prisen for indkøbet af skibe af "fregat-typen", samt tanken om at fire højt specialiserede skibe ville være skudt over målet for de roller de var tiltænkt i RNZN.
Den primære rolle tiltænkt for Royal New Zealand Navy var fiskeriinspektion efter introduktionen af en 200 sømil bred eksklusiv økonomisk zone ved FN's havretskommision i 1982. For at kunne opretholde en konstant tilstedeværelse var det umiddelbare behov mindst seks skibe. Modstandere til projektet udtrykte bekymring for at indkøbet af ANZAC-klassen var en politisk motiveret beslutning der var truffet under pres fra Australien, der kæmpede en kamp for at redde sin kriseramte skibsbygningsindustri, samt at regeringen med indkøbet ville underminere sine egne forsøg på at reducere landets budgetunderskud ved at købe orlogsskibe for milliarder (beløb på 20 millarder newzealandske dollar for de samlede levetidsomkostninger blev nævnt af modstandere af projektet som et engangsbeløb til indkøbet af skibene, dog var der tale om levetidsomkostningerne for skibene) Derudover var der også bekymringer hvorvidt New Zealand ville blive "trukket tilbage" til ANZUS hvis de modtog et antal moderne krigsskibe. Et forslag til at forhindre tilbagetræden til ANZUS var at udstyre skibene med mindre motorer der ville mindske skibenes tophastighed og dermed vanskeliggøre skibenes deltagelse i operationer sammen med United States Navy. Disse ændringer ville dog have betydet en væsentlig merudgift. Et tilbagevendende forslag var indkøbet af den britiske Castle-klasse. To måneder efter udbuddet for projektet lukkede, rejste den administrerende direktør for Svendborg Værft til New Zealand for at fremlægge det danske IS-86 design (hvilket der senere blev til Thetis-klassen) til RNZN. I et svar hertil udtalte regeringen at den ville investere i australske skibe, og at et tæt samarbejde med Australien var af højeste prioritet (hvilket ville være svært at opnå med så forskellige skibsklasser).
I august 1989 hvor beslutningen om AMECON-værftet skulle bygge skibene var der stadig stor diskussion i New Zealand. David Lange, en stor støtte til ANZAC-projektet, havde lige opsagt sin stilling som newzealandsk premierminister. Til trods for Labour partiets landsforsamling havde stemt fregatprojektet ned kun et år tidligere, godkendte premierminister Geoffrey Palmer's regering projektet den 4. september. Fra regeringens perspektiv havde ANZAC-projektet en stor signalværdi vedrørende New Zealands forhold til Australien og et regionalt militært samarbejde, især efter problemerne mellem New Zealand og USA.
Til trods for en underskrift på to fregatter i november 1989 fortsatte projektet med at rejse politiske spørgsmål i New Zealand, især efter den siddende Labour-regering tabte valget i 1990 til National Party. I 1992 begyndte forsvarsminister Warren Cooper i flere sammenhænge at give udtryk for optionen på yderligere to fregatter ikke ville blive fulgt op. Efter det newzealandske valg i 1996 fastholdt National Party magten, men kun via en koalition med New Zealand First-partiet som var imod købet af yderligere fregatter. Mulighederne for at erstatte de to tilbageværende fregatter af Leander-klassen blev undersøgt, men mulighederne viste sig generelt dyrere end at udnytte optionen på de sidste to ANZAC-fregatter. Modstand i regeringen, især fra New Zealand First, forhindrede landet i at udnytte optionen på yderligere to skibe før den udløb den 10. november 1997. Senere overvejede regeringen at købe yderligere en fregat, denne kontrakt skulle dog i så fald nyforhandles. Et år senere blev denne ide stadig diskuteret i regeringen, selvom det nu var ændret til at købe en australsk ANZAC-fregat, som RAN kunne erstatte via landets ved nybyggeri. På dette tidspunkt brød National-New Zealand First-koalitionen sammen og National-partiet kunne kun holde sig ved magten ved hjælp af et antal mindre partier og løsgængere som formentligt ikke ville give deres støtte til partiet hvis man søgte at anskaffe en ny fregat. Regeringen droppede herefter planen og tanken om at erstatte Leander-klassen med flere fregatter af ANZAC-klassen.

## Designet ved søsætningen
ANZAC-designet er udviklet fra Blohm + Voss' MEKO 200 PN (eller Vasco da Gama-klassen) og bærer MEKO typebetegnelsen MEKO 200 ANZ. Udover de ændringer der er foretaget for at møde RAN og RNZN's behov er skibene ændret en del under udviklingsfasen for at maksimere de nationale industrier i landene, det betyder at landenes lokale industrier har stået for firs procent af materialerne til skibene, heraf stod New Zealand for 20 procent. Fregatterne blev designet til Deutsche Marines standarder undtagen i de tilfælde hvor man ønskede australske eller amerikanske standarder.
Hver fregat har et deplacement på 3.600 ton fuldt lastet. De er 109 meter lange ved vandlinien og 118 meter lange overalt. Bredden er 14,80 meter og dybgangen er 4,35 meter fuldt lastet. Skroget og overbygningen er bygget helt i stål og er udstyret med finnestabilisatorer.
Fregatterne blev udrustet med en såkaldt "kombineret diesel eller gas" (CODOG) maskinkonfiguration, med en enkelt General Electric LM2500-30 gasturbine (30.172 HK og to MTU 12V1163 TB83 dieselmotorer (begge på 8.840 HK), der driver skibets to propeller til en maksimal fart på 27 knob eller kunne tilbagelægge op til 6.000 sømil ved den mest økonomiske fart på 18 knob. Fregatternes aktionsradius er omkring 50 procent større end andre MEKO-fregatter på grund af et forbedret brændstofsystem. Oprindeligt skulle klassen udrustes med to gasturbiner, hvilket ville have givet en topfart på 31,75 knob, dog blev styrbord gasturbine sløjfet af sparehensyn.
Besætningen på en fregat af denne klasse består af 22 officerer og 141 andre. Strøm til skibet bliver frembragt ved hjælp af fire MTU dieselgeneratorer. Hvert skib kan medbringe op til 29 m3 tørproviant, 29 m3 frossen proviant og 54 ton ferskvand.

### Bevæbningen
Da man påbegyndte konstruktionen på skibene var det primære våben United Defense Mark 45 letvægtskanonen. Kanonen, der er monteret på skibenes fordæk, er i stand til at skyde en 32 kg granat ud på en afstand af 23 kilometer 20 gange i minuttet. Pjecen kan eleveres til 65 grader. Dette system blev suppleret af et Mark 41 VLS fra Lockheed Martin med otte celler til RIM-7 Sea Sparrow. Sea Sparrow er et semiaktivt radarsøgende luftværnsmissil med et fragmeteret sprænghoved på 39 kg, en rækkevidde på 14,6 kilometer og en tophastighed på mach 2,5. To Browning M2 maskingeværer blev installeret til nærforsvar.
En missilbevæbnet helikopter skulle spille en nøglerolle i skibenes bevæbning. Da konstruktionen startede planlagde begge landes flåder at indkøbe helikoptere at indkøbe nye helikoptere til skibene, Australien valgte Sikorsky S-70B-2 Seahawk, mens RNZN indkøbte Kaman SH-2G Seasprite.
Skibene blev forberedt til at kunne installere et CIWS, et ottedobblet affyringssystem til RGM-84 Harpoon og yderligere et Mark 41 VLS med 8 celler. Efter skibenes færdiggørelse installerede begge skibene det tredobbelte Mark 32 torpedoaffyringssystem på deres fregatter. Disse systemer blev genbrugt fra tidligere skibe, eksempelvis er HMNZS Te Kaha's system genbrugt fra HMNZS Southland. Systemerne blev installeret med henblik på at affyre Mark 46 torpedoen, en aktiv/passiv søgende torpedo med en rækkevidde på 11 kilometer, hastighed på 40 knob og et sprænghoved på 44 kilogram.

### Sensorer og systemer
Skibenes radarsystemer inkluderer en Raytheon SPS-49(V)8 ANZ radar til langtrækkende luftovervågning, to CelsiusTech 9LV 453 ildledelsesradarer og en Atlas Elektronik 9600 ARPA navigationsradar. Alle skibene blev fra start udstyret med en ThomsonSintra Spherion B mellem/højfrekvent skrogmonteret sonar. Fra HMAS Warramunga og fremefter blev skibene også udstyret med en højfrekvent Petrel minesøgningssonar. Denne blev senere efterinstalleret på HMAS Anzac. Alle skibene er blevet forberedt til et Towed Array Sonar System, der indtil videre hverken er blevet bestilt eller installeret, mulighederne for dette system bliver undersøgt af landene hver især. Fregatterne er desuden blevet forberedt til satellitkommunikation og dataforbindelse til helikoptere.
Til elektronisk krigsførelse installerede man Mark 36 SRBOC-missilvildledningssystemer, et AN/SLQ-25 Nixie-torpedovildledningssystem, fire Nulka missilvildledningssystemer med hver fire celler, et Rascal Thorn modified Sceptre-A samt et Telefunken PST-1720 Telegon 10 ESM-systemer. Klassen blev desuden forberedt til et elektronisk vildledningssystem. Sceptre-A ESM-udstyret viste sig dog ikke i stand til at opnå de krav som man havde opstillet til systemet i kontrakten, og Thales UK (Som tidligere havde opkøbt Rascal Thorn) fik i 2001 en kontrakt på at erstatte systemerne med Centaur ESM-systemet.
Et Cossor AIMS Mark XII Identification Friend or Foe-system er ligeledes installeret.
ANZAC-klassens kampinformationssystem er bygget op omkring CelsiusTech's 9LV 453 Mark 3 våbensystemet.

## Bygning
Den 14. august 1989, blev det australske skibsværft AMECON tildelt kontrakten på at bygge de fregatter Blohm + Voss har designet til de to lande. Fregatterne skulle bygges på AMECON's værft i Williamstown i Victoria, men fregatternes modulære opbygning gjorde det muligt at bygge de forskellige sektioner forskellige steder i Australien og New Zealand for derefter at blive samlet i Williamstown. Hvert skib er opbygget af seks skrogmoduler og seks overbygningsmoduler. Alle modulerne på det første skib HMAS Anzac blev bygget i Williamstown. Ved de efterfølgende skibe blev alle overbygningsmodulerne bygget i Whangarei i New Zealand mens skrogene blev bygget i både Williamstown og Newcastle i New South Wales. I modsætning til tidligere kontrakter var AMECON kun forpligtet til at møde flådernes krav om ibrugtagningsdato, alle andre tidsfrister var helt op til værftet.
Det andet og fjerde skib der blev bygget skulle gå til New Zealand. Det tredje og femte skib i produktionen blev bygget til RAN, men var øremærket til RNZN i tilfælde af man valgte at udnytte optionen på yderligere to skibe, hvilket betød at man i så fald ville tilføje yderligere to skibe til produktionen. Ved at have en langsommere produktionshastighed betød det at de Newzealandske skibe kom til at koste 20 procent mindre end deres australske søsterskibe.
Det første stål blev skåret til HMAS Anzac den 27. marts 1992. Arbejdet på det første newzealandske skib, HMNZS Te Kaha begyndte i februar 1993. Anzac indgik i aktiv tjeneste i RAN i maj 1996 og Te Kaha indgik i tjeneste i juli 1997. I begyndelsen af 2002 erfarede man at de fire første skibe havde mikroskopiske sprækker i kølen, og derfor måtte dokkes for at blive repareret og forstærket. Konstruktionen af det sidste skib i klassen, HMAS Perth, begyndte i juli 2003 og skibet hejste kommando i august 2006.

## Modifikationer og forbedringer
ANZAC-klassen blev designet til at være udrustet med et minimum af offensive og defensive våbensystemer, dog blev de forberedt til installationen af disse. RAN og RNZN begyndte at planlægge opgraderinger af skibene, allerede inden de sidste skibe indgik i tjeneste; Opgraderngerne blev planlagt og udført på nationalt niveau.

### Australske modifikationer
Royal Australian Navy påbegyndte planlægningen af de australske fregatters kapaciteter i 1996 med projektet "Warfighting Improvement Programmet" (WIP). I dette projekt foreslog man blandt andet installation af en phased-array radar samt et yderligere Mark 41 Vertical Launching System. WIP-projektet blev dog skrottet i slutningen af 1999 og man lagde herefter planer for et mindre ambitiøst luftforsvarssystem. I 2004 oprettede Tenix, Saab, og forsvarsministeriet et offentligt-privat partnerskab der skulle opgradere skibenes missilforsvarsevner ved at installere CEA Technologies' CEAFAR og CEAMOUNT phased array radarer, en Vampir NG Infrarød sensor samt en Sharpeye navigationsradar. Den 18. januar 2010 påbegyndte HMAS Perth opgraderingen ved Australian Marine Complex i Henderson, Western Australia. Begge fregattens master blev ombygget og operationsrummet blev ligeledes ombygget. Efter færdiggørelsen i oktober 2010 blev HMAS Perth brugt til at teste de installerede modifikationer frem til juli 2011. I november 2011 godkendtes opgraderingen af de syv andre skibe i klassen, opgraderingerne begyndte i 2012 og forventes færdige 2017 til en pris på 650 millioner australske dollar.
Fra HMAS Warramunga og frem blev fregatterne konstrueret til at kunne bevæbnes med RIM-162 Evolved Sea Sparrow (ESSM) som en erstatning for de aldrende Sea Sparrow missiler, disse blev placeret i Mark 41 launcheren i specielle pakker af fire i hver missilcelle hvorved man kunne firedoble antallet af missiler fra 8 til 32. De første ESSM testaffyringer blev udført ombord på HMAS Warramunga i januar 2003. Modifikationerne blev godkendt til operativ brug ombord på tre skibe i juni 2004. En CEA Technologies solid-state continuous wave ildledelsesradar blev også installeret som en del af ESSM-systemet.
Fra 2005 og frem begyndte RAN at udstyre ANZAC- og Adelaide-klasserne med RGM-84 Harpoon missiler i to firedobbelte affyringssystemer. De australske ANZAC-fregatter var klargjort til at kunne udstyres med missilerne, men den klargjorte position på 02-dækket viste sig at være uhensigtsmæssigt placeret og missilsystemerne blev derfor flyttet til 01-dækket foran broen. På samme tid begyndte RAN at udstyre alle fregatter der skulle udsendes til den persiske bugt med to fjernstyrede Browning M2HB 12,7 mm maskingeværer placeret på de agterste hjørner af hangartoppen. To TopLite elektrooptiske sensorer bliver benyttet sammen med maskingeværerne.
Mark 32 torpedoudskydningssystemet ombord på de australske fregatter var oprindeligt konfigureret til den amerikansk producerede Mark 46 torpedo, men blev i 2008 erstattet af den europæiske MU90 torpedo HMAS Toowoomba var det første australske skib til at affyre en MU90 torpedo under en testaffyring i juni 2008.
RAN påbegyndte et udbud for et helikopterdesign der skulle erstatte landets aldrende S-70B-2 Seahawks i 2000. I 1997 underskrev man en kontrakt med Kaman på 11 Kaman SH-2G Super Seasprite helikoptere. Udover at skulle kunne bruges fra ANZAC-klassen skulle helikopterene desuden kunne benyttes fra et nyt patruljefartøj der var under udvikling og skulle benyttes af RAN samt Malaysias flåde (Malaysia udgik senere af projektet og Australien valgte at satse på det mindre patruljefartøj Armidale-klassen uden helikopterkapacitet). En ny bestilling af helikoptere til disse skibe skulle bestilles ved en senere dato. For at kunne få den bedste kapacitet til den billigste pris valgte det australske forsvarsministerium at bestille et antal 40 år gamle SH-2F Seasprite flystel der var udfaset af United States Navy, for at istandsætte dem med moderne avionik. Dette førte til massive forsinkelser og helikopterne viste sig at være ubrugelige ved lav sigtbarhed.. I 2006 var der kun leveret ti helikoptere, men ingen af dem havde flyvetilladelse. Super Seasprite-anskaffelsesprogrammet blev annulleret i marts 2008.

### Newzealandske modifikationer
Hurtigt efter kommandohejsningen på de Newzealandske fregatter monterede man en Phalanx CIWS, genbrugt fra den udfasede Leander-klasse samt Mark 32 torpedoudskydningsapparater.
I 1997, indledte RNZN indkøbet af five Kaman SH-2G Super Seasprite helikoptere til de to fregatter. I modsætning til den australske indkøbskontrakt, krævede New Zealand i kontrakten nybyggede helikoptere. Kaman Aerospace udlånte et antal SH-2F Seasprites til RNZN mens de nye helikoptere blev bygget: De lånte helikoptere var i tjeneste fra februar 1998 til august 2001 da den første indkøbte helikopter indgik i aktiv tjeneste.
I slutningen af 2006, bestilte RNZN to Mini Typhoon 7,62 mm gatlinggeværer til hver af deres to fregatter. I modsætning til de australske fregatter er de newzealandske fregatter kun udrustet med et enkelt elektrooptisk TopLite ildledelsessystem.
I 2007, undergik Te Kaha den første af en række af større opgraderinger som en del af "Platform Systems Upgrade" (PSU). Der skulle opgraderes fire områder; forbedret stabilitet, ombygning af skibets områder, opgradering af fremdrivningssystemet samt installation af et integreret skibskontrolsystem og luftkonditioneringssystem. Stabilitetsopgraderingen blev valgt da man forestillede sig at fremtidige uafklarede opgraderinger ville forøge skibets vægt betragteligt. Som en del af modifikationen blev en del af skibenes agterdæk lukket af og skabte dermed plads til et træningslokale samt muligheden for at udbygge vaskeriet. Ændringen i fremdrivningssystemet var primært erstatningen af TB83 dieselmotorerne med den nyere TB93, hvilket giver en yderligere ydelse på 1,4 MW og højere fart under dieselforlægning. Erstatningen af det integrerede skibskontrolsystem var erkendelsen af at det gamle system ville være dybt forældet i 2013 og udbuddet for erstatningen begyndte i 2009. Opgraderingen af luftkonditioneringen skulle forbedre komforten om bord ved operationer i Sydøstasien, mellemøsten og lignende klimaer samt give miljømæssige forbedringer. Hver af de fire forbedringsområder skulle efter planen falde sammen med planlagte vedligeholdelsesperioder hvor de to første opgraderinger blev installeret i 2009 og 2010 og de to sidste skulle finde sted i 2011-2012.

## Operativ historie
I 1999, jagtede Te Kaha fiskere der ulovligt fiskede sort patagonisk Isfisk i farvandene ved Ross Dependency, deltog i den multinationale operation INTERFET i Østtimor og deltog i operationer i den persiske bugt. New Zealandske fregatter deltog i 2000-2001 som vagtskib ved Salomonøernes hovedstad Honiara. I 2002, vendte HMNZS Te Kaha tilbage til den persiske bugt, denne gang som en del af Operation Enduring Freedom, efter en fire måneder lang udsendelse i Asien. Fregatten blev afløst af HMNZS Te Mana i starten af 2003.
I marts 2003, udførte HMAS Anzac ildstøtte for Royal Marines under slaget ved Al Faw.
En undersøgelse af RNZN's kapaciteter i 2002 viste at flåden ikke var i stand til at opfylde sine mål om patruljering af landets eksklusive økonomiske område og en af grundene hertil var ANZAC-klassen, der var for få i antal og for overkvalificerede til opgaven, desuden betød skibenes patruljering af de hjemlige farvande at fregatterne ikke kunne indsættes i andre operationer. Derfor valgte man at bygge et antal nye patruljefartøjer og inspektionsskibe der kunne frigøre fregatterne til andre, mere passende, opgaver.

## Skibe i klassen
| Pnt.                   | Navn                  | Opkaldt efter         | Kølen lagt            | Søsat                 | Indgået               | Skæbne                | Kaldesignal           |
| Royal Australian Navy  | Royal Australian Navy | Royal Australian Navy | Royal Australian Navy | Royal Australian Navy | Royal Australian Navy | Royal Australian Navy | Royal Australian Navy |
| ---------------------- | --------------------- | --------------------- | --------------------- | --------------------- | --------------------- | --------------------- | --------------------- |
| 150                    | Anzac                 | ANZAC                 | 5. maj 1993           | 16. september 1994    | 18. maj 1996          | I tjeneste            | VKNG                  |
| 151                    | Arunta                | Aranda-folket         | 22. juli 1995         | 28. juni 1996         | 12. december 1998     | I tjeneste            | VKMQ                  |
| 152                    | Warramunga            | Warumungu-folket      | 26. juli 1997         | 23. maj 1998          | 31. marts 2001        | I tjeneste            | VKLD                  |
| 153                    | Stuart                | John McDouall Stuart  | 25. juli 1998         | 17. april 1999        | 17. august 2002       | I tjeneste            | VKCK                  |
| 154                    | Parramatta            | Parramatta            | 24. april 1999        | 17. juni 2000         | 4. oktober 2003       | I tjeneste            | VKMN                  |
| 155                    | Ballarat              | Ballarat              | 4. august 2000        | 25. maj 2002          | 26. juni 2004         | I tjeneste            | VKLG                  |
| 156                    | Toowoomba             | Toowoomba             | 26. juni 2002         | 16. maj 2003          | 8. oktober 2005       | I tjeneste            | VKLI                  |
| 157                    | Perth                 | Perth                 | 24. juli 2003         | 20. marts 2004        | 16. august 2006       | I tjeneste            | VKPT                  |
| Royal New Zealand Navy |                       |                       |                       |                       |                       |                       |                       |
| F77                    | Te Kaha               | Māori: Styrke         | 19. september 1994    | 22. juli 1995         | 22. juli 1997         | I tjeneste            | ZMBE                  |
| F111                   | Te Mana               | Māori: Autoritet      | 28. juni 1996         | 10. maj 1997          | 10. december 1999     | I tjeneste            | ZMSI                  |

## Erstatninger
RAN planlægger at udfase deres ANZAC-fregatter fra 2024. Erstatningen af klassen forventes at være en ny fregatklasse på otte skibe, projektet er navngivet SEA 5000. Disse nye fregatter forventes at få et deplacement på op til 7.000 tons og vil have primært fokus på antiubådskrigsførelse, men også være i stand til at deltage i luftforsvar, overfladekrigsførelse og ildstøtte til landoperationer.
I New Zealand lavede man i 2010 en hvidbog der forudså erstatningen af RNZN's fregatter omkring 2030.